# Florence Foresti
Florence Foresti (Vénissieux, 8 november 1973) is een Franse cabaretier, actrice en tekstschrijver.

## Levensloop
Na de middelbare school doet Foresti een studie film en video in Lyon die ze afrondt met een stage bij het televisieprogramma Thalassa. In 1998 treedt ze voor het eerst op met het trio Les taupe models. Ze worden ontdekt en na een tournee door het land verzorgen ze het eerste deel van de show van Anne Roumanoff. Dit is een succes en in 2001 heeft Foresti haar eerste onewomanshow, Manquerait plus qu'elle soit drôle ('en ze is nog grappig ook').
Vanaf 2004 verschijnt ze twee keer per week in het programma 'On a tout essayé' van Laurent Ruquier waarin ze verschillende typetjes vertolkt. In 2006 verschijnt ze tevens in diens nieuwe programma, 'On n'est pas couché', waarin ze succesvol verschillende beroemdheden imiteert, waaronder Madonna, Britney Spears en Ségolène Royal.
Ook maakt ze nog regelmatig een nieuwe onewomanshow, en in april 2006 staat ze voor het eerst in het theater Olympia. De tournee van dat jaar sluit ze af met 6 voorstellingen in dezelfde zaal. Tussentijds speelt ze mee in de Belgische film Dikkenek van Olivier van Hoofstadt.
In 2007 krijgt ze een dochter. Vanaf 2009 gaat ze op tournee met de show Mother Fucker, waarin ze over haar ervaringen met het moederschap vertelt. Deze show wordt in 2010 bekroond met de Globe de Cristal, een prestigieuze Franse cultuurprijs. In april 2011 verzorgt ze een aantal voorstellingen in het Sportpaleis in Parijs die alle uitverkocht zijn.
In juli 2011 wordt ze geridderd in de Orde van Kunst en Letteren.

## Werk
Van het werk van Florence Foresti zijn verschillende DVD's verschenen.

### Voorstellingen
- 2001 : Manquerait plus qu'elle soit drôle
- 2004 : Florence Foresti fait des Sketches
- 2008 : L’Abribus
- 2008 : Florence Foresti and friends
- 2009 : Mother Fucker
- 2012 : Foresti Party Bercy

### Film
- 2006: Dikkenek - Commissaris Laurence
- 2007: Détrompez-vous - Brigitte
- 2007: Si c'était lui... - Roseline, de zus van Hélène, gespeeld door Carole Bouquet
- 2008: Mes amis, mes amours van Lorraine Lévy - Sophie, de bloemiste
- 2009: King Guillaume van Pierre-François Martin-Laval - Magali Brunel
- 2011: Hollywoo (waarvan ze tevens de scenarioschrijver is) - Jeanne Rinaldi
- 2016: À fond - Capitaine Peton

### Televisie
- 2004 - 2006: On a tout essayé: verschillende typetjes
- 2006 - 2007: On n'est pas couché: imitaties van verschillende beroemdheden

### Toneel
- 2008: L'abribus in het Théâtre de la Gaîté-Montparnasse